# Annabel Soutar
Annabel Soutar, née en 1971, est une dramaturge canadienne qui se spécialise dans le théâtre documentaire. Elle est aujourd’hui reconnue comme pionnière de ce genre théâtral au Québec,.

## Biographie
Annabel Soutar est née, a grandi et vit à Montréal, au Québec. Elle a étudié le journalisme, la politique et le théâtre à l’Université Princeton, aux États-Unis. Pendant ses études, elle a développé un intérêt pour le théâtre documentaire. L’élément déclencheur fut la pièce Twilight Los Angeles, 1992, écrite et interprétée par Anna Deveare Smith (en), qui traite de brutalité policière. Ce type de théâtre se base sur des événements réels, des recherches et des entrevues, transposés sur scène de façon à déclencher une prise de conscience et une réflexion chez les spectateurs.
En 2000, Soutar a co-fondé, avec son mari, Alex Ivanovici (en), la compagnie Porte-Parole qui se consacre entièrement à la production d'oeuvres documentaires. Depuis, elle en est la directrice artistique. Son objectif est de produire des pièces de théâtre ayant une pertinence sociale immédiate, qui traitent d'enjeux de société concrets et actuels.

## Œuvres
Soutar produit du théâtre documentaire depuis 1995. Elle explore des enjeux contemporains tels que les industries de la construction et l’alimentation, le système de santé au Québec, le profilage racial, le développement hydroélectrique, la polarisation sociale, le vieillissement de la population et la neurodiversité. Pour elle, il est primordial de s’ouvrir aux autres et de tenter de comprendre, tout comme de faire place aux conflits pour mieux les résoudre. Elle a affirmé: «Je dis au public : ça, c’est ma réflexion sur la réalité, et je vous invite à réfléchir avec moi pour qu’on puisse entrer en conversation.»
Ses œuvres comme autrice, coautrice ou conseillère dramaturgique sont Novembre (2000), 2000 Questions (2002), Santé ! (2002), Montréal la blanche (2004), Import - Export (2008), Grains (2012), Sexy Béton (2009), Le partage des eaux (2015), Fredy (2016), J’aime Hydro (2016), L’Assemblée - Montréal (2018), The Assembly - Montreal, Tout inclus (2019), L’Assemblée - Munich (2020), L’Assemblée - Sao Paolo (2021), Rose et la machine (2021) et L’Assemblée - Kaunas (2022).

## Prix et distinctions
Nomination, Prix Michel Tremblay, 2011, pour le meilleur texte dramatique.